# Венские газометры

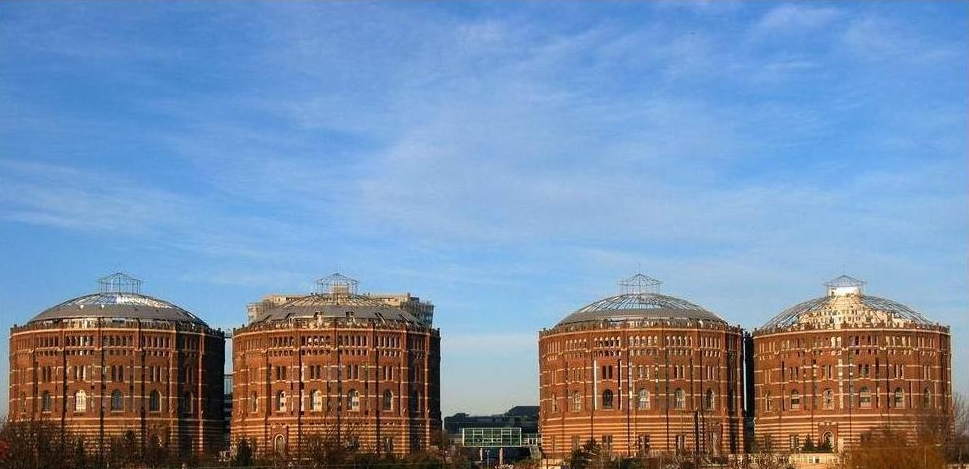
Газометры Вены

Венские газометры — четыре бывших газгольдера, расположенные в Вене (Австрия) и построенные в 1896—1899 годах. Они находятся в Зиммеринге, одиннадцатом районе города. В 1969—1978 город отказался от использования коксового газа в пользу природного, и газометры были закрыты. В 1999—2001 они были перестроены и стали многофункциональными комплексами.

## История

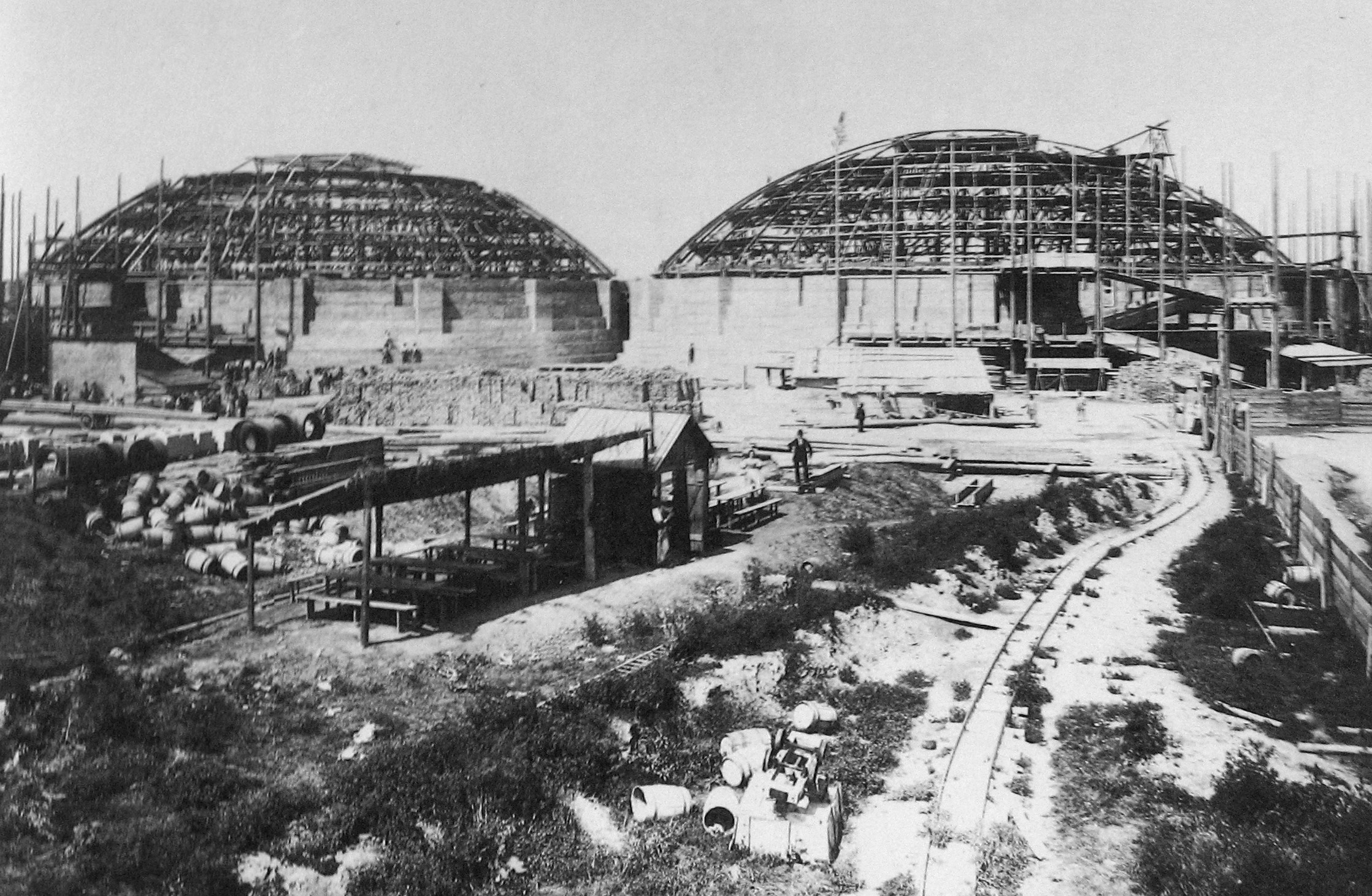
Строительство газометров. 1897 год.

Венские газометры были построены в 1896—1899 годах в венском районе Зиммеринг. Они были созданы, чтобы обеспечить город газом, который до этого поставляла английская компания Inter Continental Gas Association (ICGA). На тот момент эти газометры были самыми большими в Европе.
Однако из-за смены технологий в 1984 газометры были заброшены, так как город перешёл на природный газ, для которого не нужны такие большие резервуары. С этого времени венские газгольдеры использовались для самых разных целей, например, как декорация для одной из частей бондианы «Искры из глаз».
В 1995 был объявлен конкурс идей по перестройке газометров. В итоге перестройка четырёх газометров досталась четырём архитекторам: архитектурному бюро Coop Himmelb(l)au, Жану Нувелю, Вильгельму Хольцбауэру и Манфреду Ведорну. Все газометры были разделены на следующие зоны: жилую, офисную, и развлекательную (магазины). Исторический экстерьер был сохранён. В мае 2001 люди стали заселять газометры, а в октябре состоялось официальное открытие.

## Технические детали
Газометры представляют собой четыре цилиндрических телескопических газовых резервуара, объём каждого из которых примерно равен 90 000 м³. Каждый из газометров имеет высоту 70 м и диаметр 60 м. Все внутреннее содержимое было удалено во время реконструкции, только кирпичный фасад и части крыши были оставлены неизменными.
Коксовый газ, получаемый способом сухой перегонки из кокса, запасался в этих резервуарах перед распределением в городскую газовую сеть. Бытовой газ первоначально использовался только в лампах, освещавших улицы, но в 1910 году было внедрено также его использование для приготовления еды и обогрева частных домов.

## Современная жизнь газометров
Внутри газометров появилось своё особое сообщество наподобие посёлка, города в городе, развилось настоящее ощущение единения и общности. У газометров есть своё активное сообщество жильцов и интернет-сообщество. Многочисленные труды и диссертации по психологии, городскому планированию, журналистике и архитектуре были посвящены этому феномену.
Функционируют концертный зал, вмещающий 2000—3000 человек, кинотеатр, муниципальный архив, студенческое общежитие и так далее.
Жилой фонд составляет около 800 квартир, две трети из которых располагаются внутри стен газометров с 1600 постоянных жильцов, а также 70 студенческих комнат, вмещающих около 250 студентов.
В вышедшем в 1987 г. на киноэкраны фильме о Джеймсе Бонде «Искры из глаз» Венские газометры показаны как станции перекачки газа из СССР в Европу в Будапеште. Бонд (Тимоти Далтон) использует газовую трубу для переправки перебежчика из СССР, генерала КГБ.

## Галерея

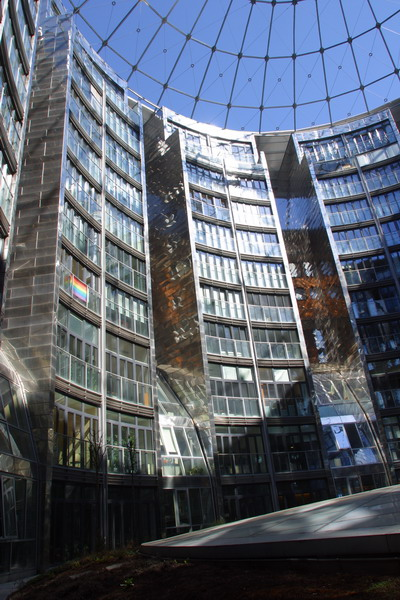
Газометр A
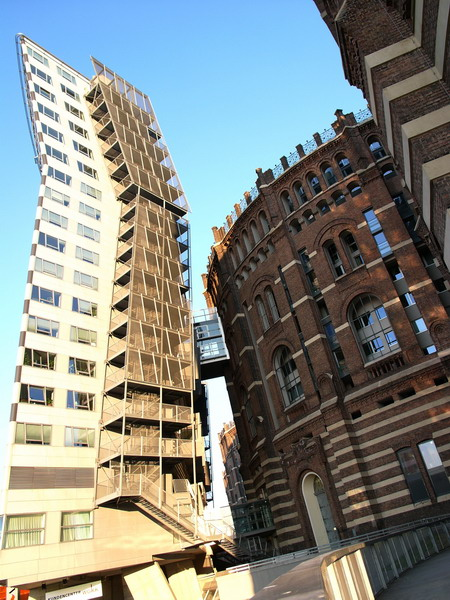
Газометр B
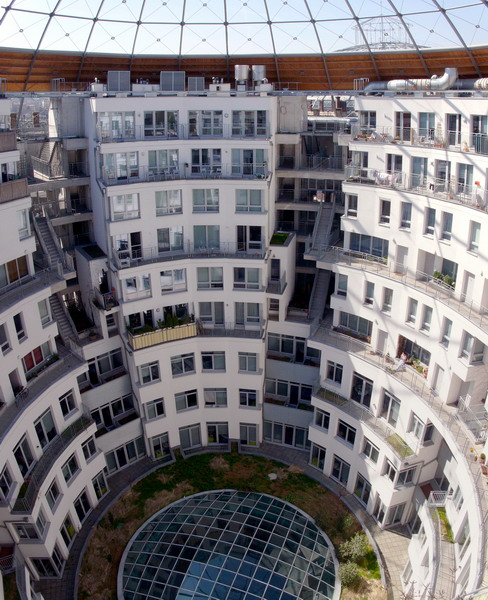
Газометр C
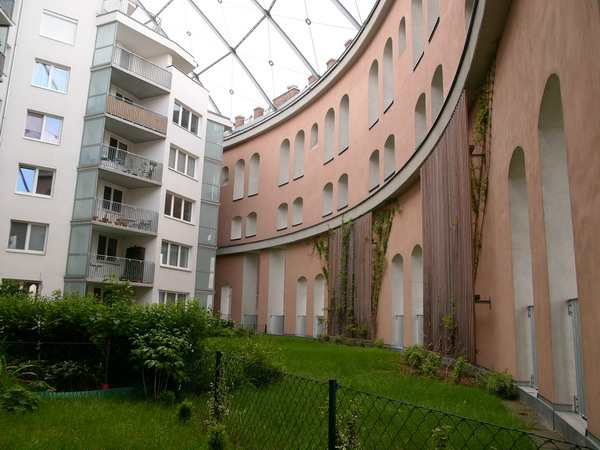
Газометр D